# Alfred Menger
Alfred Menger (* 12. Oktober 1901 in Bromberg; † 31. Juli 1979 in Berlin-Tempelhof) war ein deutscher Widerstandskämpfer und Politiker (SPD), Träger des  Bundesverdienstkreuzes und Stadtältester von Berlin.

## Leben
Er war der Sohn des Reichsbahnoberinspektors Karl Menger und dessen Ehefrau Marie, geborene Bohm.
Menger besuchte nach der Übersiedlung der Familie nach Berlin im Stadtteil Schöneberg die Fichte-Realschule. Anschließend belegte er mehrere Semester in der Wirtschaftshochschule. 1927 fand er Anstellung als Industriekaufmann bei den Siemens-Schuckertwerken. Als er 1931 aus wirtschaftlichen Gründen entlassen wurde, eröffnete er eine Leihbücherei in der Neuköllner Weserstraße 83, unweit des Hermannplatzes.
Menger bewegte sich seit seiner Jugend im Umfeld der SAJ beziehungsweise der SPD, trat der Partei jedoch erst nach dem Zweiten Weltkrieg als Mitglied bei. Gewerkschaftlich war er im Zentralverband der Angestellten engagiert. Seine Mitgliedschaft beim Arbeitersportverein „Fichte“ war weiterer Ausdruck seiner Nähe zur politischen Linken.
Im Sommer 1933 trat Menger in Kontakt zum Roten Stoßtrupp und Proletarischer Pressedienst, womöglich war er Verbindungsmann zwischen beiden Widerstandsgruppen. Für den Roten Stoßtrupp legte er dessen gleichnamige Widerstandsschrift in seiner Leihbücherei zwischen die Bücher und fungierte zudem als Großverteiler in Berlin-Britz und Neukölln. Bei seiner illegalen Tätigkeit stand Menger im direkten Kontakt mit Willi Strinz, einem Organisator des Roten Stoßtrupps. Zudem holte Menger mit Erich Kierstein einen weiteren Verteiler zur Gruppe.
Am 17. Oktober 1933 wurde er festgenommen und auf dem Polizeipräsidium am Alexanderplatz verhört. Laut eigener Aussage misshandelte man ihn dort schwer. Nach nur neun Tagen entließ man ihn wieder aus der Polizeihaft – wie er selbst vermutete, um ihn als „Köder“ zur Enttarnung weiterer Widerstandskämpfer zu benutzen. Anfang Februar 1934 wurde Menger in Schutzhaft genommen und nachdem man ihn erneut kurzzeitig freigesetzt hatte, ins Untersuchungsgefängnis Berlin-Moabit gebracht. Bereits am 12. Februar 1934 erfolgte die Anklageerhebung gegen ihn und 25 weitere Mitglieder des Roten Stoßtrupps vor dem Kammergericht Berlin. Laut der Anklageschrift befand Menger sich erst ab dem 28. Februar 1934 offiziell in Untersuchungshaft, seine vorherige Haftzeit wäre demnach willkürlich gewesen.
Am 24. Mai 1934 wurde er im Hochverratsverfahren gegen „Bruno Senftleben und andere“ zu zwei Jahren Zuchthaus unter Anrechnung von zwei Monaten Untersuchungshaft verurteilt. Seine Haftzeit verbrachte er in Berlin-Plötzensee und Brandenburg-Görden. Ein Gnadenersuchen vom 28. Oktober 1934 wurde abgelehnt, sodass Menger am 24. März 1936 aus der Haft entlassen wurde.
In den kommenden Jahren musste er sich mehrfach Untersuchungen und Verhören unterziehen. Er trat in die Deutsche Arbeitsfront ein und erhielt durch Vermittlung des Arbeitsamtes eine Anstellung bei der Deutschen Benzinuhren GmbH (DBU). Die DBU wurde damals als Rüstungsbetrieb eingestuft und produzierte unter anderem Flugzeugteile. Diese Beschäftigung kam offensichtlich nur zustande, da man bei Mengers neuem Arbeitgeber von seinen vorhergehenden Inhaftierungen nichts wusste. Er wurde zur Elsässischen Armaturenfabrik GmbH in St. Ludwig versetzt, musste jedoch 1942 von dort nach Berlin zurückkehren, da zwischenzeitlich seine Verurteilung öffentlich geworden war und man ihn als „Agitationskommunisten“ nicht mehr für tragbar erachtete.
Am 26. Juni 1943 wurde er zur Wehrmacht eingezogen und bei der Luftwaffe zum Kraftfahrer ausgebildet, anschließend bei den Fallschirmjägern auf dem Flughafen Marienborn in der Schreibstube eingesetzt. Auf diesem Posten blieb er bis zum Kriegsende.
Nach der Befreiung eröffnete er die Buchhandlung Menger in der Berliner Straße (heute Tempelhofer Damm), die noch unter diesem Namen besteht. Menger wurde als Opfer des Faschismus und später auch als politisch Verfolgter des Naziregimes anerkannt. Im Juli 1945 trat er in die SPD ein. Er gehörte von 1946 bis 1971 der Tempelhofer Bezirksverordnetenversammlung an. Dort war er mehrere Jahre SPD-Fraktionsvorsitzender und Vorsteher der Bezirksverordnetenversammlung. 1970 erhielt Menger das Bundesverdienstkreuz Erster Klasse für seine Verdienste beim Aufbau Berlin-Tempelhofs. Zwei Jahre später wurde er zum Stadtältesten von Berlin ernannt.
Seit 1936 war Menger mit Gertrud, geborene Giese, verheiratet. Zusammen haben sie eine Tochter.

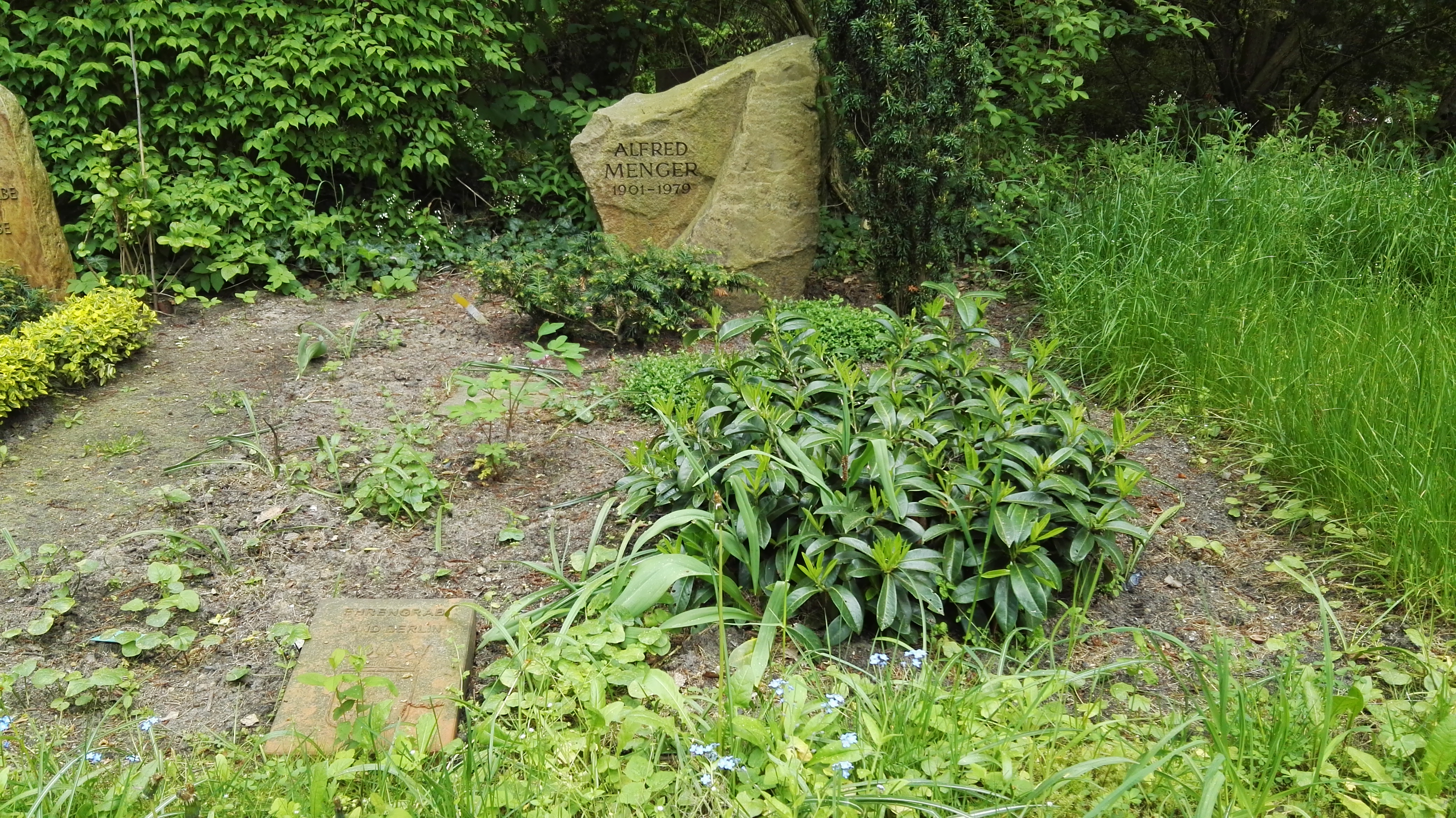
Grabstätte

Alfred Menger wurde auf dem Heidefriedhof in Berlin-Mariendorf beerdigt, seine Grabstätte H I 229 ist als Ehrengrab des Landes Berlin ausgewiesen.